# Одо из Деја
Одо из Деја (фр. Eudes такође Odo de Deuil; умро 18. априла 1162) био је бенедиктински монах и учесник и историчар Другог крсташког рата.
Био је близак сарадник Сугерија, опата манастира Сен Дени у близини Париза. Одо је пратио француског краља Луја VII у Другом крсташком походу и саставио је De profectione Ludovici VII in Orientem (О путовању Луја VII на Исток). У свом делу је описао крсташки пут од Париза до Антиохије, изостављајући на тај начин неуспешну опсаду Дамаска којом је поход неславно окончан. За неуспех Другог крсташког рата Одо је неумерено кривио Византинце и цара Манојла I Комнина.
По повратку у Француску Одо је постао опат Сен Денија 1151. године.